# Ceroplesis blairi
Ceroplesis blairi là một loài bọ cánh cứng trong họ Cerambycidae.